# Dzikowo (Krosno Odrzańskie)
Pour les articles homonymes, voir Dzikowo.
Dzikowo (prononciation : [d͡ʑiˈkɔvɔ]) est un village polonais de la gmina de Gubin dans le powiat de Krosno Odrzańskie de la voïvodie de Lubusz dans l'ouest de la Pologne.
Il se situe à environ 10 km à l'est de Gubin (siège de la gmina), 19 km au sud-ouest de Krosno Odrzańskie (siège du powiat) et 46 km à l'ouest de Zielona Góra (siège de la diétine régionale).
Le village comptait approximativement une population de 71 habitants en 2011.

## Histoire
Avant 1945, ce village était sur le territoire de l'Empire allemand dans le Royaume de Prusse dans la province de Brandebourg sous le nom de Heidekrug (voir Évolution territoriale de la Pologne).
De 1975 à 1998, le village appartenait administrativement à la voïvodie de Zielona Góra.

Depuis 1999, il appartient administrativement à la voïvodie de Lubusz.